# Hungría en los Juegos Olímpicos de Pekín 2008
Hungría estuvo representada en los Juegos Olímpicos de Pekín 2008 por un total de 171 deportistas que compitieron en 20 deportes.  
El portador de la bandera en la ceremonia de apertura fue el piragüista Zoltán Kammerer.

## Medallistas
El equipo olímpico húngaro obtuvo las siguientes medallas:
| Nombre                                                    | Deporte            | Competición      |
| --------------------------------------------------------- | ------------------ | ---------------- |
| Oro                                                       |                    |                  |
| Attila Vajda                                              | Piragüismo         | C1 1000 m M      |
| Natasa Janics Katalin Kovács                              | Piragüismo         | K2 500 m F       |
| Equipo                                                    | Waterpolo          | Torneo M         |
| Plata                                                     |                    |                  |
| Zoltán Fodor                                              | Lucha grecorromana | 84 kg M          |
| László Cseh                                               | Natación           | 200 m mariposa M |
| László Cseh                                               | Natación           | 200 m estilos M  |
| László Cseh                                               | Natación           | 400 m estilos M  |
| Natasa Janics Katalin Kovács Danuta Kozák Gabriella Szabó | Piragüismo         | K4 500 m F       |
| Bronce                                                    |                    |                  |
| Ildikó Mincza-Nébald                                      | Esgrima            | Espada ind. F    |
| Tamás Kiss György Kozmann                                 | Piragüismo         | C2 1000 m M      |